# Christian Alers
Pour l’article ayant un titre homophone, voir Aller.
Christian Alers est un acteur français, né le 21 juillet 1922 dans le 2e arrondissement de Paris et mort le 4 mars 2019 à Bièvres.

## Biographie
Formé par Jan Doat, c'est par ses apparitions régulières dans des pièces de théâtre de boulevard filmées pour Au théâtre ce soir que Christian Alers est devenu une figure familière du public français. 
Il a tourné dans plusieurs séries télévisées. Au cinéma on le connaît pour son rôle dans Le Signe du Lion d'Éric Rohmer et quelques rôles de composition comme le père d'Isabelle Huppert dans Les Valseuses de Bertrand Blier. Christian Alers a mis en scène trois pièces de théâtre : Docteur Glass ou le médecin imaginaire (1965) avec Darry Cowl, Une femme à louer (1967) avec Yoko Tani et en 1986 L'Interrogatoire de Vladimir Volkoff avec Claude Jade pour le Paris Festival 13.
Il meurt le 4 mars 2019 à Bièvres, à l'âge de 96 ans.

## Filmographie sélective

### Cinéma
- 1945 : Tant que je vivrai de Jacques de Baroncelli
- 1946 : Cyrano de Bergerac de Fernand Rivers
- 1948 : Le Droit de l'enfant de Jacques Daroy
- 1950 : Le Mariage de mademoiselle Beulemans d'André Cerf : Albert Delpierre
- 1952 : Le Huitième Art et la Manière (court métrage) de Maurice Regamey : un présentateur
- 1954 : Madame du Barry de Christian-Jaque
- 1956 : La Joyeuse Prison d'André Berthomieu : le sous-préfet
- 1957 : Fumée blonde d'André Montoisy et Robert Vernay : Jacques Moreau
- 1958 : Madame et son auto de Robert Vernay : Fernand
- 1959 : Drôles de phénomènes de Robert Vernay : François Chantour
- 1959 : La Verte Moisson de François Villiers
- 1959 : Le Signe du Lion d'Éric Rohmer : Philippe
- 1960 : La Brune que voilà de Robert Lamoureux : Sabatier
- 1961 : Quai Notre-Dame de Jacques Berthier
- 1962 : Snobs ! de Jean-Pierre Mocky : Libou
- 1962 : Adorable Menteuse de Michel Deville : Un client au restaurant
- 1963 : Bébert et l'Omnibus d'Yves Robert : Barnier
- 1967 : L'Une et l'Autre de René Allio : Remoulin
- 1972 : Je, tu, elles... de Peter Foldes
- 1972 : Force 8 de Pierre Sisser : M. Tavel
- 1974 : Les Valseuses de Bertrand Blier : Henri, le père de Jacqueline
- 1975 : Le Pied de Pierre Unia : Bernard Moreau
- 1977 : Le Juge Fayard dit Le Shériff d'Yves Boisset : le père du juge
- 1977 : Julie pot de colle de Philippe de Broca : Serge Payrac
- 1977 : Gloria de Claude Autant-Lara : le docteur Mercier
- 1981 : La Cassure de Ramón Muñoz : Albert Thoulouse
- 1988 : In extremis d'Olivier Lorsac : Giorgio

### Télévision
- 1959 : Les Cinq Dernières Minutes, épisode On a tué le mort de Claude Loursais : Bernard Chamelet
- 1962 : L'inspecteur Leclerc enquête, épisode Le Retour d'Hélène de Claude Barma
- 1965-1970 : Les Saintes chéries de Jean Becker (série) : l'ami de Jacques
- 1971 : Le Miroir 2000 de Jean Couturier & François Villiers
- 1974 : Paul et Virginie (feuilleton ) de Pierre Gaspard-Huit
- 1974 : Un curé de choc (26 épisodes de 13 minutes) de Philippe Arnal
- 1984-1991 : Marie Pervenche de Paul Andréota (série) : le commissaire Lavedant
- 1986 : Catherine de Marion Sarraut (feuilleton)
- 1988 : Le Bonheur d'en face, épisode Le testament nouveau est arrivé

### Au théâtre ce soir

#### Comédien
- 1966 : Virginie de Michel André, mise en scène Christian-Gérard, réalisation Pierre Sabbagh, Théâtre Marigny
- 1967 : José de Michel Duran, mise en scène Christian-Gérard, réalisation Pierre Sabbagh, Théâtre Marigny
- 1967 : Le Rayon des jouets de Jacques Deval, mise en scène Jean Mercure, réalisation Pierre Sabbagh, Théâtre Marigny avec Béatrice Belthoise
- 1969 : Rappelez-moi votre nom de Jean-Maurice Lassebry, mise en scène Jacques-Henri Duval, réalisation Pierre Sabbagh, Théâtre Marigny
- 1970 : Je l'aimais trop de Jean Guitton, mise en scène Christian-Gérard, réalisation Pierre Sabbagh, Théâtre Marigny
- 1971 : Pour Karine d'Arieh Chen, mise en scène Jacques Mauclair, réalisation Pierre Sabbagh, Théâtre Marigny
- 1971 : S.O.S. homme seul de Jacques Vilfrid et Jean Girault, mise en scène Michel Vocoret, réalisation Pierre Sabbagh, Théâtre Marigny
- 1972 : Une femme libre d'Armand Salacrou, mise en scène Jacques Mauclair, réalisation Pierre Sabbagh, Théâtre Marigny
- 1972 : Charmante Soirée de Jacques Deval, mise en scène Pierre Mondy, réalisation Georges Folgoas, Théâtre Marigny
- 1974 : La Mare aux canards de Marc Cab et Jean Valmy, mise en scène Robert Manuel, réalisation Georges Folgoas, Théâtre Marigny
- 1974 : Le Chien des Baskerville de Jean Marcillac d'après le roman d'Arthur Conan Doyle, mise en scène Raymond Gérôme, réalisation Georges Folgoas, Théâtre Marigny
- 1974 : La Parisienne d'Henry Becque, mise en scène René Clermont, réalisation Georges Folgoas, Théâtre Marigny
- 1975 : Monsieur Silence de Jean Guitton, mise en scène Christian Alers, réalisation Pierre Sabbagh, théâtre Édouard VII
- 1976 : Le monsieur qui a perdu ses clés de Michel Perrin, mise en scène Robert Manuel, réalisation Pierre Sabbagh, Théâtre Édouard VII
- 1979 : Piège pour un homme seul de Robert Thomas, mise en scène de l'auteur, réalisation Pierre Sabbagh, Théâtre Marigny
- 1980 : Divorçons de Victorien Sardou, mise en scène Robert Manuel, réalisation Pierre Sabbagh, Théâtre Marigny
- 1980 : Une sacrée famille de Louis Verneuil, mise en scène Robert Manuel, réalisation Pierre Sabbagh, Théâtre Marigny
- 1982 : Je l'aimais trop de Jean Guitton, mise en scène Michel Roux, réalisation Pierre Sabbagh, Théâtre Marigny
- 1984 : La Pomme de Louis Verneuil et Georges Berr, mise en scène René Dupuy, réalisation Pierre Sabbagh, Théâtre Marigny

### Metteur en scène
- 1967 : Docteur Glass ou le médecin imaginaire de Hans Weigel, réalisation Pierre Sabbagh, Théâtre Marigny
- 1974 : Sincèrement de Michel Duran, réalisation Georges Folgoas, Théâtre Marigny
- 1975 : Monsieur Silence de Jean Guitton, réalisation Pierre Sabbagh, théâtre Édouard VII

## Théâtre
- 1948 : La Maison du printemps de Fernand Millaud, Théâtre des Célestins

- 1951 : Le Médecin malgré elle de Marie-Louise Villiers, mise en scène Robert Murzeau, Théâtre de la Renaissance
- 1952 : Le Médecin malgré elle de Marie-Louise Villiers, mise en scène Robert Murzeau, Théâtre des Célestins
- 1952 : Une femme nue dans le métro de Michel Fray, Théâtre de l'Étoile
- 1953 : Treize à table de Marc-Gilbert Sauvajon, mise en scène de l'auteur, Théâtre des Capucines
- 1954 : Mon ami Guillaume de Gabriel Arout et Jean Locher, mise en scène Pierre Dux, Théâtre Michel
- 1956 : Comme avant, mieux qu'avant de Luigi Pirandello, mise en scène Jean Négroni, Théâtre de Paris
- 1956 : Virginie de Michel André, mise en scène Christian-Gérard, Théâtre Daunou
- 1956 : Les Étendards du roi de Costa Du Rels, mise en scène Marcelle Tassencourt, Théâtre du Vieux-Colombier, Théâtre Hébertot
- 1957 : Virginie de Michel André, mise en scène Christian-Gérard, Théâtre Michel
- 1958 : L'Anniversaire de John Whiting, mise en scène Pierre Valde, Théâtre du Vieux-Colombier
- 1958 : Lady Godiva de Jean Canolle, mise en scène Michel de Ré, Théâtre de Paris
- 1959 : Connaissez-vous la voie lactée ? d'après Karl Wittlinger, mise en scène Michel de Ré, Théâtre des Mathurins

- 1960 : Impasse de la fidélité d'Alexandre Breffort, mise en scène Jean-Pierre Grenier, Théâtre des Ambassadeurs
- 1960 : Piège pour un homme seul de Robert Thomas, mise en scène Jacques Charon, Théâtre des Bouffes-Parisiens
- 1960 : Boeing Boeing de Marc Camoletti, mise en scène Christian-Gérard, Comédie-Caumartin
- 1963 : Un amour qui ne finit pas d'André Roussin, mise en scène de l'auteur, Théâtre de la Madeleine
- 1964 : Un amour qui ne finit pas d'André Roussin, mise en scène de l'auteur, Théâtre des Célestins
- 1964 : Le Cinquième Cavalier de Costa Du Rels, mise en scène Maurice Guillaud, Théâtre Hébertot
- 1965 : Les Filles de Jean Marsan, mise en scène Jean Le Poulain, Théâtre Édouard VII
- 1966 : Docteur Glass ou le médecin imaginaire de Hans Weigel, mise en scène Christian Alers, Théâtre de la Porte-Saint-Martin
- 1967 : La Famille écarlate de Jean-Loup Dabadie, mise en scène Gérard Vergez, Théâtre de Paris
- 1967 : Une femme à louer de François Campaux, mise en scène Christian Alers, Théâtre de la Potinière
- 1969 : Pour Karine d'Arieh Chen, mise en scène Jacques Mauclair, Théâtre des Mathurins
- 1969 : La Fille de Stockholm d'Alfonso Leto, mise en scène Pierre Franck, Théâtre de l'Œuvre
- 1969 : Le Bon Saint-Éloi de Pierrette Bruno, mise en scène Jacques Mauclair, Théâtre de la Potinière

- 1971 : Deux Imbéciles heureux de Michel André, Théâtre Gramont
- 1972 : La Bonne Adresse de Marc Camoletti, mise en scène Christian-Gérard, Théâtre Michel
- 1974 : La Chambre mandarine de Robert Thomas, mise en scène François Guérin, Théâtre des Nouveautés
- 1985 : Mangeront-ils ? de Victor Hugo, mise en scène Bernard Jenny, Le Maillon au Parc de la Citadelle Strasbourg

- 1985 : La Pomme de Louis Verneuil et Georges Berr, mise en scène René Dupuy
- 1988 : Une clef pour deux de John Chapman et de Dave Freeman, mise en scène Jean-Paul Cisife, Théâtre de la Renaissance
- 1988 : Quelle famille ! de Francis Joffo, mise en scène de l'auteur, Théâtre Fontaine

- 1992 : Les Enfants d'Édouard de Marc-Gilbert Sauvajon, mise en scène Jean-Luc Moreau, Théâtre Édouard VII : Népomucène Mollinot
- 1998 : Yalta de Vladimir Volkoff, mise en scène de l'auteur, Théâtre Mouffetard

### Metteur en scène
- 1965 : Docteur Glass ou le médecin imaginaire de Hans Weigel, Théâtre de la Porte-Saint-Martin, 1967 : Théâtre des Célestins; avec Darry Cowl, Marie-France Mignal
- 1967 : Une femme à louer de François Campaux, Théâtre de la Potinière; avec Yoko Tani, Christian Alers, Rosine Favey
- 1986 : L'interrogatoire de Vladimir Volkoff, Paris Festival 13; avec Jean-Paul Zehnacker, Claude Jade, Christian Alers

## Doublage

### Cinéma
Films
- 1940 : Monsieur Smith au Sénat : Chick McGann (Eugene Pallette)
- 1962 : La Chambre ardente : Michel Boissard (Walter Giller)
- 1970 : Melinda : Mason Hume (Bob Newhart)
- 1985 : Les Oies sauvages 2 : Mustapha El Ali (Stafford Johns)
- 1993 : Short Cuts : Paul Finnigan (Jack Lemmon)
- 1998 : Drôle de couple 2 : le chef de la police (Richard Riehle)

Films d'animation
- 1989 : Le Triomphe de Babar : Babar
- 1989 : Madeline : le narrateur

### Télévision
Séries d'animation
- 1980-1981 : Bomber X : Amiral Carzule
- 1989-1991 : Babar : Babar
- 1992-1993 : Les Cow-Boys de Moo Mesa : Shérif Terrorbull
- 1994 : Albert le cinquième mousquetaire : Louis XIII
- 1994-1995 : Insektors : Grand Artificier/Protokol
- 2000 : Argaï, la prophétie : Oscar Lampoul